# Monica Friday
Monica Friday (nacida el 19 de abril de 1988) es una actriz de cine, influencer, agente inmobiliaria, modelo y productora nigeriana.

## Biografía
Friday nació en Badagry y creció en Ajegunle, un barrio ubicado en Lagos en un hogar cristiano. Comenzó su educación en Mistermis Kiddies Academy y completó la secundaria en Newland Senior Secondary School, Lagos. Posteriormente, asistió a la Universidad Olabisi Onabanjo, en el estado de Ogun, donde estudió Comunicación de masas.

## Carrera
Debutó en televisión interpretando un papel adicional en un proyecto de Wale Adenuga titulado New Song. Su primer papel relevante en una película lo obtuvo en 2015 cuando participó en la película "Unspoken" de Remi Vaughan-Richards.
Desde 2015 ha protagonizado la serie de M-Net, "Do Good" y,  desde 2016, Deré para African Tale Film. En el 2019, protagonizó la película "Zena" como Rexiha.

## Filmografía

### Series de televisión
- Do Good [18]
- The Village Headmaster
- Dérè
- Flat Mates
- So Wrong, So Good

### Películas
- Bad Generation (2008)
- Being Mrs Elliot (2014)
- The King's Cross (2019)
- October 1 (2014)
- Murder at Prime Suites (2013)
- The First Lady (2015)
- Wives on Strike (2014)
- Abducted (2015)
- Zena (2019)[19]
- Mothers & Daughters In-Law (2019)[20]
- Timeless Passion (2020)
- Unspoken (2015)
- Labour Room (2017)[21]
- Iquo's Journal (2015)
- Cliché (2016)
- Hoodrush (2012)
- Two Brides And A Baby (2011)[22]
- Bonny & Clara (2019)[23]
- Savior(2015)[24]
- My Body My Proud (2020)[25]
- Silent Murder (2021)[26]

### Producciones
- Sealed Lips (2018)
- Yoruba Demons (2018)[27]
- Best Mistake (2019)
- Mr Romanus (2020)[28]
- Chronicles of Ejiro (2020)